# 伊號第百七十六潛艦

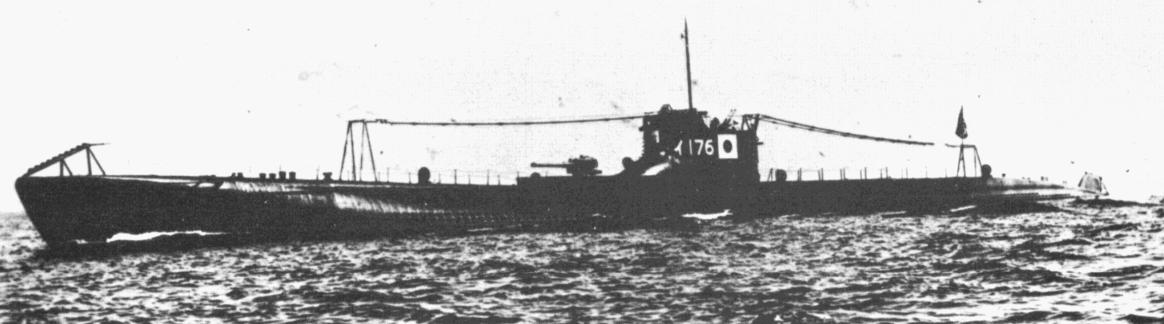
伊号第一七六潜水舰

伊号第一七六潜水舰（いごうだいひゃくななじゅうろくせんすいかん）是大日本帝国海军的一艘潜水艇。伊一七六型潜水舰的1号舰。
曾两次遭受重创，在所罗门海域执行物资运输任务。

## 舰历
- 1940年6月22日  在吴海军工厂开工建造
- 1941年6月7日  下水
- 1942年5月20日 改名为「伊号第一七六潜水舰」
  - 8月4日竣工，編入第11潜水隊，到8月末在濑户内海訓練
  - 9月10日 从吴港出港，16日到达楚克群岛，18日从楚克出港，21日到达拉包尔
  - 10月5日 瓜达尔卡纳尔岛方面索敵，11日在瓜达尔卡纳尔岛哥伦布岬
  - 10月20日  在瓜达尔卡纳尔岛海域以鱼雷攻击美军重巡洋舰切斯特号（英语：USS Chester (CA-27)），并将其重创
  - 10月29日 到达楚克
  - 11月20日 楚克出港
  - 12月4日 瓜达尔卡纳尔岛方面索敵、8日楚克着、9日ブナ方面輸送
  - 12月12日　瓜达尔卡纳尔岛方面执行マンバレ河运输任务，途中触礁，17日物資14吨登陆
  - 12月20日 抵达拉包尔，24日到达楚克
- 1943年1月17日 肖特兰群岛进行运输任务
  - 1月18日 瓜达尔卡纳尔岛方面輸送
  - 1月23日 报告在瓜达尔卡纳尔岛区域发现地方舰队
  - 3月14日 于拉包尔地区遭己方輸送船在5000m距離上砲撃，没有受到損害
  - 3月19日 莱城进行陸軍20名随乘人员以及物资的登陆作業中，受到敵機的攻击而損傷、田边弥八艦長重傷。在先任将校的指揮下上浮
  - 3月22日 拉包尔入港
  - 4月1日 楚克出港
  - 4月15日在三井造船玉野造船所入渠
  - 6月8日　修理完毕，进行训练任务
  - 7月2日　从吴港出港
  - 7月19日，在拉包尔入港
  - 7月23日 在莱城运送物資以及补充进的陸軍兵25名，收容海軍将兵19名、陸軍将兵21名
  - 7月25日　莱城运输任务的归途中，浮上中遭到敵機的攻击，舰桥严重受损，主油箱破損，之后在水面航行，同一天进入拉包尔港
  - 8月4日　在拉包尔进行应急修理、莱城地区执行4次运输任务
  - 11月16日  在楚克南方击沉美军潜艇吉氏毛突石首魚号（英语：USS Corvina (SS-226)）（太平洋战争时期日本潜艦击沉的最后一艘敌方潜艦；亦是二戰期間美軍唯一被日軍潛艦擊沉的潛艦）
- 1944年5月10日  为了执行前往布卡岛的运输任务，从楚克出港
  - 5月16日　 在布卡岛以北遭到美军驱逐舰弗兰克斯号（英语：USS Franks (DD-554)）、哈格德号（英语：USS Haggard(DD-555)）、约翰斯顿号的攻击而沉没
  - 7月10日  确认战沉。除籍

## 同型艦
Template:伊一七六型潜水艦